# 울티마 IV: 아바타의 임무
《울티마 IV: 아바타의 길》(영어: Ultima IV: Quest of the Avatar)은 오리진 시스템즈가 제작한 1985년 롤플레잉 비디오 게임이다. 《울티마》 시리즈의 네 번째 본편에 해당하는 작품으로, 애플 II용으로 처음 제작되고 이후 다수의 컴퓨터 플랫폼으로 이식됐다.
이전에 발매된 '암흑기' 삼부작이 세계에 나타난 악을 물리치는 전형적인 이야기를 그린 반면, 《울티마 IV》는 미덕에 대해 다루는 것이 특징이다. 플레이어는 전작에서의 아바타의 활약으로 평화를 되찾은 브리타니아를 탐험하며 '8대 미덕'에 대해 이해하고 전파하는 것이 목표이다.
출시 후 1996년 〈컴퓨터 게이밍 월드〉에선 《울티마 IV》를 '두 번째로 최고인 PC 게임'으로 선정했으며, 디자이너 리처드 개리엇 또한 이 게임을 《울티마》 시리즈 중 가장 좋아하는 작품으로 꼽았다.
1988년에 후속작 《울티마 V: 운명의 전사들》이 발매됐다.

## 게임플레이
게임 시작시, 이전 《울티마》 게임들에서 일정 점수를 능력치로 변환해 분배하는 방식과는 달리 《울티마 IV》에서는 한 집시 점술가가 묻는 질문을 받고 '8대 미덕'을 대표하는 타롯 카드를 선택하는 과정을 거친다. 이 질문들에는 정해진 답이 존재하지 않으며, 집시가 제시하는 도덕적 딜레마에 대한 플레이어의 성향에 따라 캐릭터의 직업을 결정하게 된다.

### 덕목

경전의 미덕 (번호)들은 각각 일련의 원리 (이탤릭체 제목이 붙은 원)과 연관 관계를 가진다

'아바타의 8대 미덕 (Eight Virtues of the Avatar)', '3대 원리: 진실, 사랑, 용기 (Three Principles of Truth, Love, and Courage)', 그리고 게임플레이와의 연관 관계는 다음과 같다.
- 정직 (Honesty): 진실

플레이어가 눈 먼 상인들과 거래할 시 원하는 만큼의 골드를 지불할 수 있다. 이 때 상인이 제시한 가격 이하의 골드만을 지불하면 플레이어는 부정직한 사람으로서 불이익을 받는다. 마을의 금고에서 골드를 절도하는 것 또한 부정직한 행위로 간주된다. 마법사 머라이어가 이 미덕을 숭상한다.
- 동정 (Compassion): 사랑

대화 관심사에서 '기부 (Give)'를 선택해 구걸하는 사람들에게 적선함으로써 플레이어는 동정심을 보일 수 있다. 음유시인 이올로가 이 미덕을 숭상한다.
- 용맹 (Valor): 용기

용맹은 플레이어가 전투에서 도망치지 않고 승리했을 때 보일 수 있는 덕목이다. 퇴각이 필요한 경우, 용맹을 잃지 않기 위해선 반드시 동료들을 먼저 전투장에서 이탈하게 하고 플레이어 캐릭터가 마지막으로 벗어나야 한다. 전사 제프리가 이 미덕을 숭상한다.
- 정의 (Justice): 진실 및 사랑

브리타니아의 거주민들 중에는 플레이어에게 적대적으로 행동해도 악이 아닌 경우가 있는데, 이 때에는 플레이어가 선제 공격을 해선 안 된다. 이들에게 공격을 받을 경우에도 싸우지 않고 물러나게 만드는 방법을 사용해야 한다. 여덞 덕목 중 도덕적 딜레마를 가장 많이 제시하며, 다른 덕목 용맹과 일정 부분 충돌하기 때문에 달성하기 힘든 편이다. 드루이드 자나가 이 미덕을 숭상한다.
- 희생 (Sacrifice): 사랑 및 용기

플레이어가 회복시설에 있는 경우 체력의 일정 부분을 깎는 대신 헌혈을 해 희생정신을 보일 수 있다. 전투에서 다른 동료들을 퇴각시키고 용맹을 잃는 것 또한 희생을 높이는 한 방법이다. 수선공 줄리아가 이 미덕을 숭상한다.
- 명예 (Honor): 진실 및 용기

던전을 탐험하고 성스러운 물품을 찾음으로써 플레이어의 명예를 떨칠 수 있다. 팔라딘 듀프레가 이 미덕을 숭상한다.
- 영성 (Spirituality): 진실, 사랑 및 용기

신전에서 명상하고 현자와 의논하거나, 다른 미덕에서 큰 성과를 거둘 경우 플레이어의 영성을 높일 수 있다. 레인저 샤미노가 이 미덕을 숭상한다.
- 겸양 (Humility): 없음 (모든 덕목의 토대로 여겨짐)

플레이어는 대화 중에 겸손함을 보일 수 있다. 어떤 질문에 교만하고 건방진 대답 대신 겸손한 대답을 선택할 시 보상을 받는다. 양치기 카트리나가 이 미덕을 숭상한다.

## 반응
《울티마 IV》는 〈빌보드〉의 1986년 2월 및 3월호의 소프트웨어 최고판매순위표에서 1위를 기록했다. 1986년 8월 기준 미국에서 《울티마 IV》의 누적판매량은 10만 장 이상이었다. 1989년 5월 기준 전세계 판매량이 40만 장을 돌파했다.